# Wojciech Szczurek

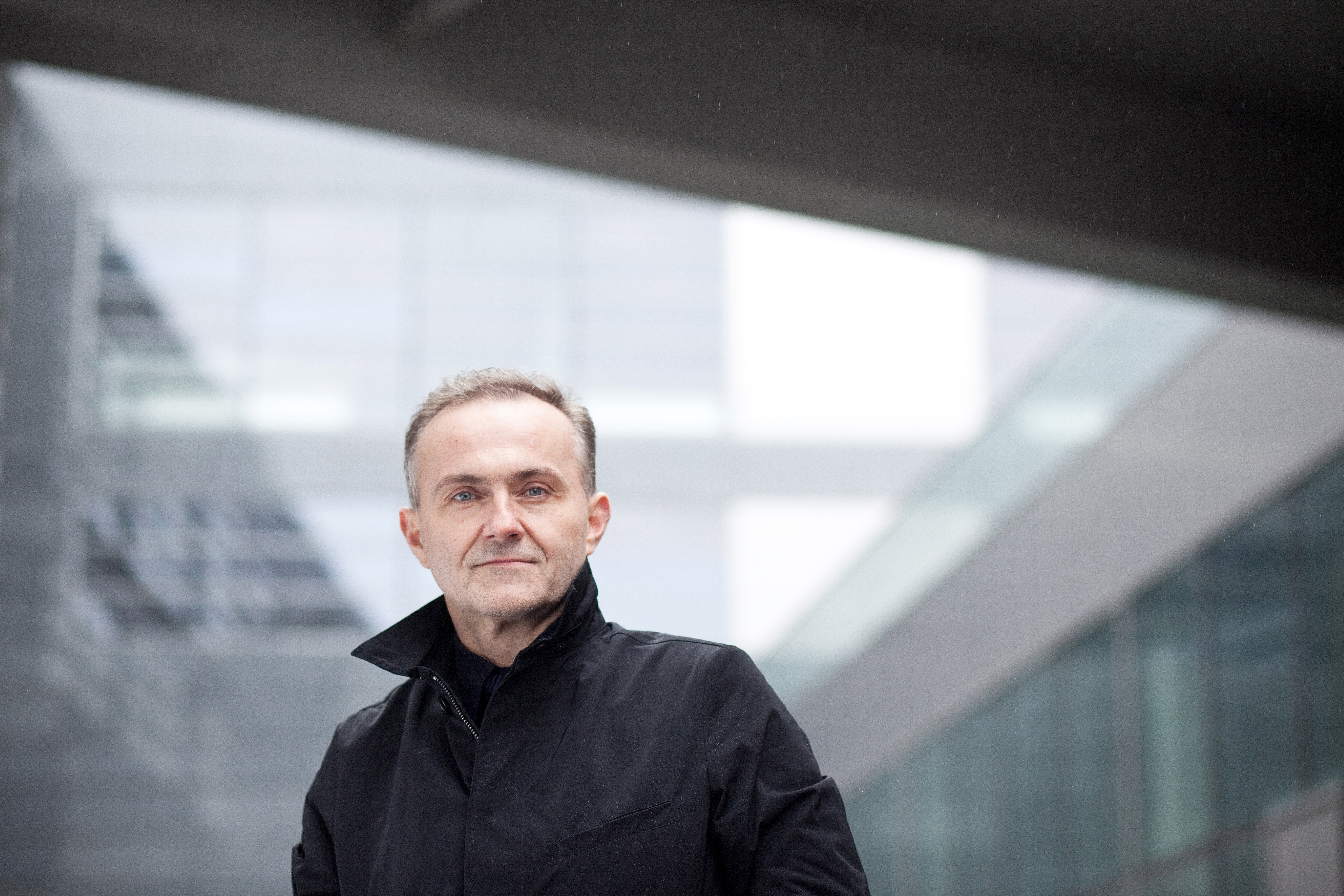
Wojciech Szczurek (2011)

Wojciech Szczurek (* 1. Dezember 1963 in Gdynia) ist ein polnischer Politiker und war von 1998 bis 2024 Stadtpräsident von Gdynia.

## Leben und Beruf
Nach dem Besuch der 35. Grundschule und des II. Lyzeums „Adam Mickiewicz“ in Gdynia studierte er Rechtswissenschaften an der Universität Danzig. Von 1989 bis 1994 war er Zivilrichter am Bezirksgericht in Gdynia. 2001 wurde er mit einer Arbeit über die Wirtschaftstätigkeit von Gemeinden in Seehäfen promoviert.

## Politik
Im Rahmen der demokratischen Umgestaltung Polens war er 1989 Mitbegründer des Bürgerkomitees der Solidarność in Gdynia. Von 1991 bis 1998 war er Vorsitzender des Stadtrats von Gdynia. Gleichzeitig vertrat er die Stadt in der Gemeindeversammlung der damaligen Woiwodschaft Danzig. Am 28. Oktober 1998 wählte ihn der Stadtrat als Nachfolger von Franciszka Cegielska zum neuen Stadtpräsidenten. Bei der ersten Direktwahl wurde er 2002 mit 77,3 % der Stimmen bereits im ersten Wahlgang im Amt bestätigt. Auch 2006, 2010, 2014 und 2018 erreichte er gleich im ersten Wahlgang die absolute Mehrheit. Bei allen diesen Wahlen trat er für sein eigenes Wahlkomitee an. Zuletzt stimmten bei den Selbstverwaltungswahlen 2018 67,9 % der Wähler für ihn. 2003 wurde er Präsident der Vereinigung der Städte für die Bernstein-Autobahn, die sich für den Bau der Autostrada A1 einsetzte. Im März 2006 wurde er Berater des damaligen Staatspräsidenten Lech Kaczyński für Fragen der Kommunalverwaltung. Im selben Jahr rief er den Literaturpreis Gdynia ins Leben.
Nach vielen Jahren als Stadtoberhaupt, in denen Gdynia wirtschaftliche Erfolge und Bedeutungsgewinn verzeichnete, kam Szczurek bei den Kommunal- und Regionalwahlen Polens 2024 überraschend nicht in die Stichwahl. In den letzten Jahren hatte es im Stadtrat vermehrt Auseinandersetzungen und Kritik etwa wegen der Tätigkeit von Immobilienentwicklern gegeben. Zu seiner Nachfolgerin wurde Aleksandra Kosiorek vom Wahlkomitee „Gdynia Dialog“ gewählt.